# Kanton Alès-Nord-Est

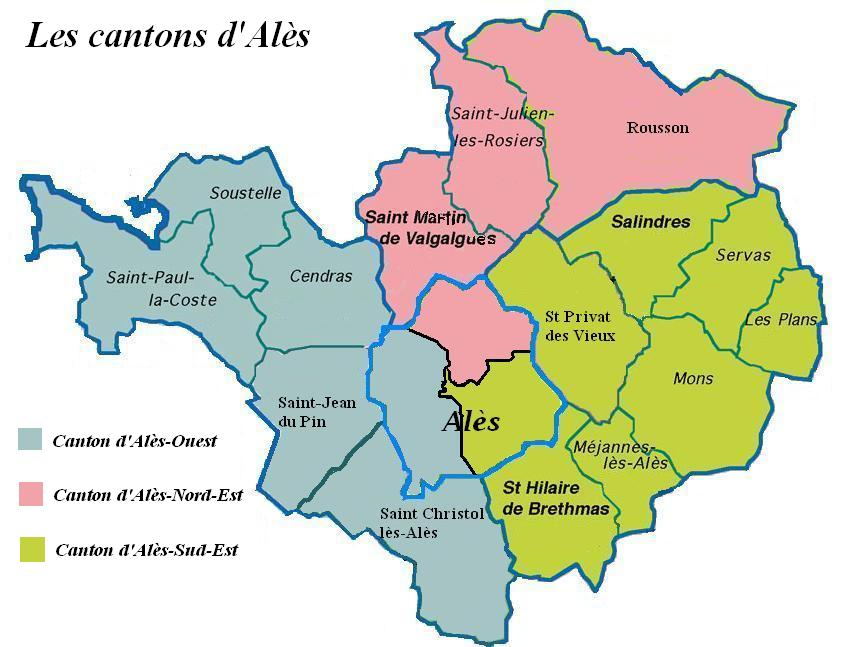
Die drei Kantone von Alès (bis 2015)

Der Kanton Alès-Nord-Est war von 1973 bis 2015 ein französischer Wahlkreis im Arrondissement Alès, im Département Gard und in der Region Languedoc-Roussillon. Er hatte den Hauptort Alès und wurde 2015 im Rahmen einer landesweiten Neugliederung der Kantone aufgelöst.

## Gemeinden
Der Kanton bestand aus einem Teilbereich von Alès (nachfolgend ist die Gesamteinwohnerzahl angegeben) und drei weiteren Gemeinden:
| Gemeinde                   | Einwohner Jahr | Fläche km² | Bevölkerungsdichte | Code INSEE | Postleitzahl |
| -------------------------- | -------------- | ---------- | ------------------ | ---------- | ------------ |
| Alès                       | 40.711 (2013)  | –          | – Einw./km²        | 30007      | 30100        |
| Rousson                    | 3899 (2013)    | 32,57      | 120 Einw./km²      | 30223      | 30340        |
| Saint-Julien-les-Rosiers   | 3268 (2013)    | 14,01      | 233 Einw./km²      | 30274      | 30340        |
| Saint-Martin-de-Valgalgues | 4289 (2013)    | 13,11      | 327 Einw./km²      | 30284      | 30340        |